# Canal de Santa Agnès
La canal de Santa Agnès és una de les canals amb major diversitat degut a la seva gran riquesa vegetal. Enclavada al Parc Natural de Sant Llorenç del Munt, a la cara nord de La Mola (Sant Llorenç del Munt) es troba coberta per un dens alzinar muntanyenc amb boix i avellanes. Se situa entre la canal Freda i la canal de l'Obaga del Trull, molt propera a la Roca Foradada i al Morral del Drac. En aquesta canal s'hi troba l'ermita de Santa Agnès, que es troba en una cova treballada sobre la roca viva.